# Terminal Baltasar Brum
La Terminal Baltasar Brum también conocida como Terminal de Río Branco es una terminal de ómnibus metropolitanos de Montevideo y su área metropolitana.

## Antecedentes

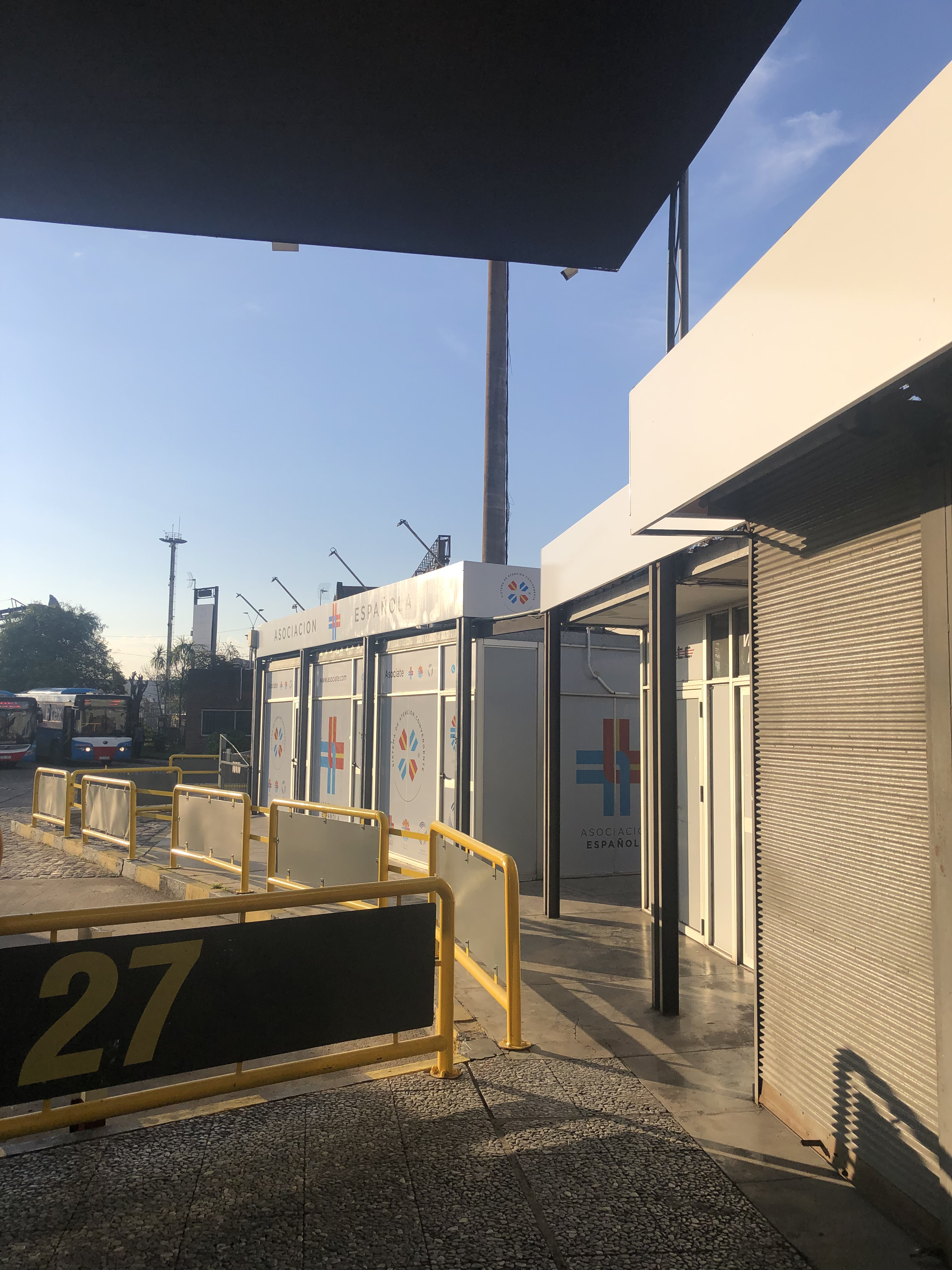
Andenes y policlínico de la Asociación Española

En sus principios, los autobuses y líneas suburbanas solían partir desde la propia sede de la compañía. No fue hasta los años cincuenta cuando se empezó a contar con un punto de salida para todos estos servicios. Durante mucho tiempo, las líneas de transporte suburbanas que circulaban por las avenidas 8 de Octubre y Avenida Italia, partían desde el llamado Control de Dante, una antigua fábrica adaptada como terminal, en el barrio del Cordón. Por lo contrario, aquellas líneas que circulaban por la Avenida Agraciada, rumbo a las rutas 1 y 5, y por la Avenida General Flores, partían desde la Terminal Goes, una antigua estación de tranvías adaptada para tal fin.
En los años ochenta, se decide unificar todos estos servicios en una sola infraestructura, por lo cual, en 1989 se otorgó la concesión para la construcción de una moderna terminal, la cual estaría a cargo del arquitecto Aldo Lamorte.
En 1992, sobre las calles Galicia, Río Branco y la Rambla Franklin Delano Roosevelt es inaugurada la Terminal Baltasar Brum,  remplazando finalmente al antiguo control de omnibus de Arenal Grande y a la Terminal Goes.

## Servicios

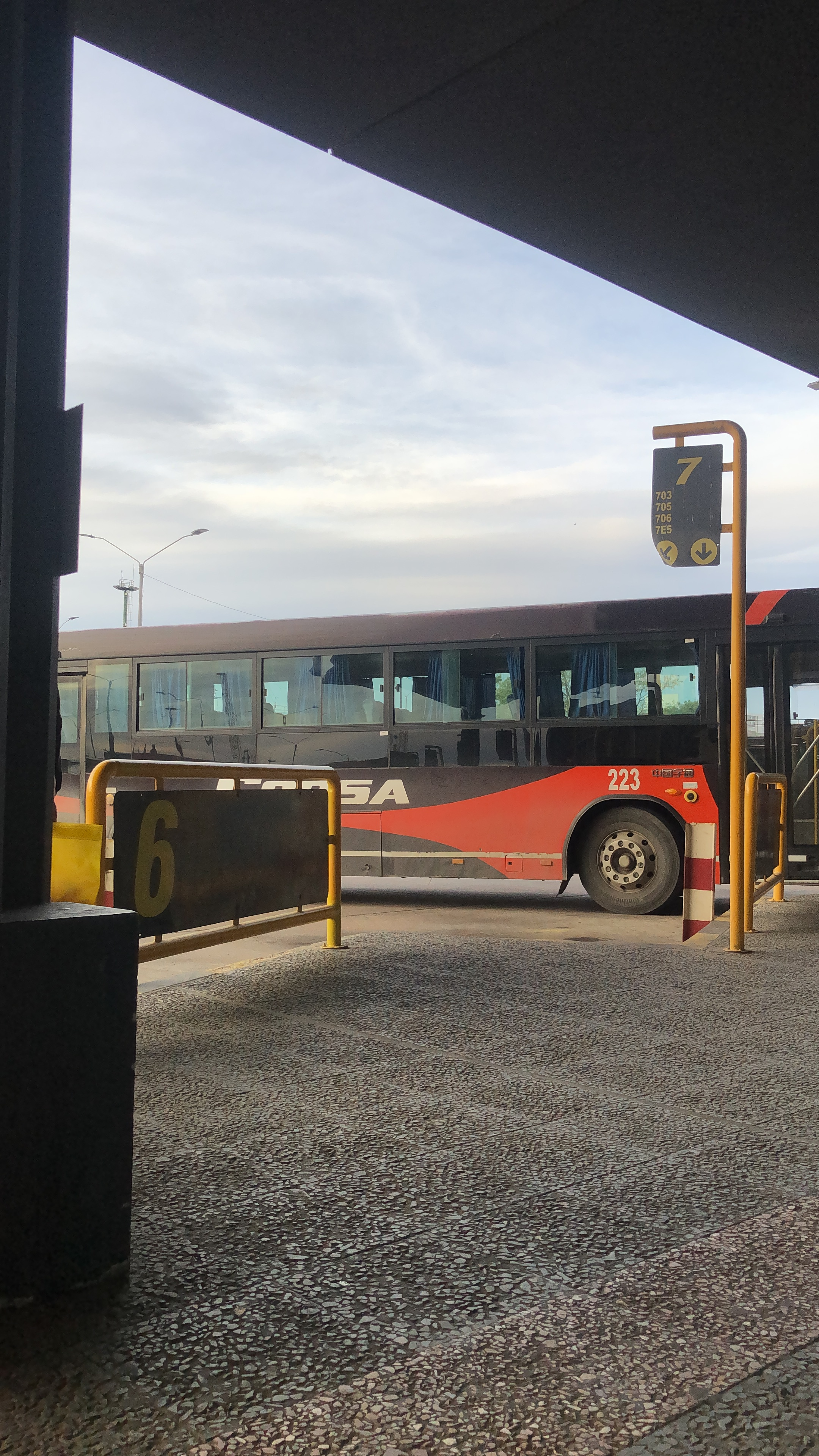
Unidad de la Compañía de Ómnibus de Pando en el andén 7.

Desde allí salen alrededor de 2.000 viajes diarios de una distancia de 50-80 km abarcando así los departamentos de Canelones, San José y Florida*.

### Andenes

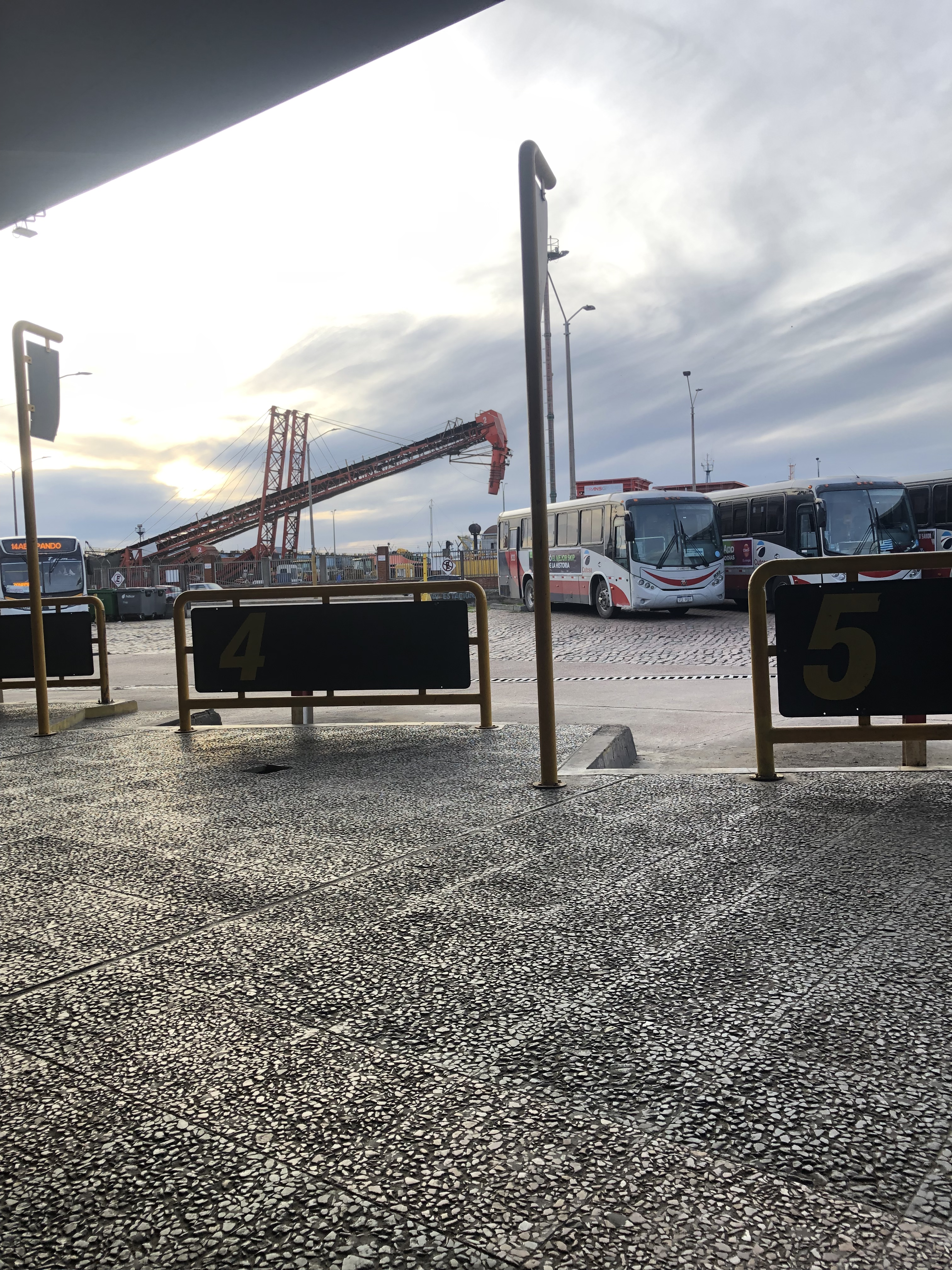
Vista de los andenes 4 y 5

Dicha estación, cuenta con una capacidad de veintisiete andenes.
| N° Andén | Línea |
| -------- | ----- |
| 1        | 268   |
| 1        | 750   |
| 1        | 751   |
| 2        | 752   |
| 3        | 10A   |
| 3        | 14A   |
| 3        | 14AR  |
| 4        | 14AB  |
| 5        | 7A    |
| 5        | 8A    |
| 6        | 701   |
| 6        | 702   |
| 6        | 704   |
| 6        | 724   |
| 7        | 703   |
| 7        | 705   |
| 7        | 706   |
| 7        | 7E5   |
| 8        | 7E7   |
| 8        | 7E7R  |
| 8        | 8E7   |
| 8        | 8E7R  |
| 9        | 221   |
| 10       | 214   |
| 11       | 7E8   |
| 11       | 7E8R  |
| 11       | 714   |
| 12       | 700   |
| 12       | 707   |
| 12       | 708   |
| 13       | 709   |
| 13       | C1    |
| 13       | C2    |
| 13       | C5    |
| 14       | 222   |
| 14       | 710   |
| 14       | C3    |
| 14       | C4    |

| Línea            | N° Andén |
| ---------------- | -------- |
| 710              | 15       |
| 711              | 15       |
| 802              | 16       |
| 805              | 16       |
| 806              | 16       |
| 807              | 16       |
| 808              | 16       |
| 809              | 16       |
| 810              | 16       |
| 1A D             | 17       |
| 2A D             | 17       |
| 804 D            | 17       |
| 1A               | 18       |
| 2A               | 18       |
| 2K               | 18       |
| 803              | 18       |
| 804              | 18       |
| 3A               | 19       |
| 4DR              | 19       |
| 4A               | 20       |
| 4AC              | 20       |
| 48D              | 20       |
| 4D               | 22       |
| 5D               | 22       |
| 230              | 22       |
| 227              | 23       |
| 2M (+ derivados) | 23       |
| 1M (+ derivados) | 24       |
| 11A              | 25       |
| 6B               | 25       |
| 15B              | 25       |
| 11A              | 26       |
| 15B              | 26       |
| 6A               | 26       |
| 6R6              | 26       |
| 6A               | 27       |
| 6R6              | 27       |

### Líneas
Nota: La información de las líneas en detalle se encuentra aquí debajo en el siguiente anexo

### Empresas prestadoras
|  | Operativas                                          | Inicio |
|  | --------------------------------------------------- | ------ |
|  | CUTCSA Inter                                        | 1992   |
|  | Compañía de Ómnibus de Pando S.A.                   | 1992   |
|  | Casanova                                            |        |
|  | Compañía Interdepartamental Transportes Automotores | 1992   |
|  | COETC inter                                         | 2007   |
|  | COMESA inter                                        | 2007   |
|  | Empresa Tala Pando Montevideo                       |        |
|  | UCOT Inter                                          | 2007   |

|  | Inoperativas                     | Fin  |
|  | -------------------------------- | ---- |
|  | CUTU                             | 2007 |
|  | Cooperativa Obrera de Transporte | 2007 |
|  | Rápido Internacional Cooperativo | 2016 |
|  | Solfy                            | 2016 |